# Arvika Stadshus Aktiebolag
Arvika Stadshus Aktiebolag är ett svenskt förvaltningsbolag som agerar moderbolag för de verksamheter som Arvika kommun har valt att driva i aktiebolagsform. Bolaget ägs helt av kommunen.
Förvaltningsbolaget grundades den 3 oktober 1968.

## Bolag
Källa: 
- Arvika Elnät AB (100%)
- Arvika Energi och Miljö AB (100%)
  - Teknik i Väst AB (90%; Arvika Energi och Miljö AB äger 80% medan Arvika Elnät AB äger 10%)
- Arvika Fastighets AB (100%)
- Arvika Fjärrvärme Aktiebolag (100%)
- Arvika Kommunnät AB (100%)
- Arvika Kraft AB (100%)
- Arvika Lokal och Mark Aktiebolag (100%)
  - Arvika Näringslivscentrum Ek. för. (93%)
    - Arvika Näringslivscenter AB (100%)